# نايجل هوثورن
نايجل هوثورن (بالإنجليزية: Sir Nigel Hawthorne)‏ هو ممثل إنجليزي (من مواليد 05 أبريل 1929 في كوفنتري، ووريكشير، إنجلترا، المملكة المتحدة). كما أنه من الفائزين بجائزة بافتا. توفي في 26 ديسمبر 2001.

## الحياة الشخصية
ولد هوثورن في كوفنتري في وارويكشاير إنجلترا. وهو ابن أغنيس روزماري وتشارلز بارنارد هوثورن. نشأ وترعرع في جنوب أفريقيا حيث تلقى تعليمه في مدرسة سانت جورج في كيب تاون .التحق في جامعة كيب تاون لكنه انسحب منه وعاد إلى المملكة المتحدة في 1950s ممارس مهنة التمثيل منذ ذلك الوقت.

### أفلام
- أميستاد (فيلم)
- غاندي (فيلم)
- طرزان (فيلم 1999)[1]

## روابط خارجية
- نايجل هوثورن على موقع IMDb (الإنجليزية)
- نايجل هوثورن على موقع روتن توميتوز (الإنجليزية)
- نايجل هوثورن على موقع ألو سيني (الفرنسية)
- نايجل هوثورن على موقع ميوزك برينز (الإنجليزية)
- نايجل هوثورن على موقع تيرنر كلاسيك موفيز (الإنجليزية)
- نايجل هوثورن على موقع أول موفي (الإنجليزية)
- نايجل هوثورن على موقع قاعدة بيانات برودواي على الإنترنت (الإنجليزية)
- نايجل هوثورن على موقع قاعدة بيانات برودواي على الإنترنت (الإنجليزية)
- نايجل هوثورن على موقع قاعدة بيانات الأفلام السويدية (السويدية)
- نايجل هوثورن على موقع إن إن دي بي (الإنجليزية)